# Nagurus carinatus
Nagurus carinatus är en kräftdjursart som först beskrevs av Dollfus 1905.  Nagurus carinatus ingår i släktet Nagurus och familjen Trachelipodidae. Inga underarter finns listade i Catalogue of Life.